# Вулиця Угорська (Львів)
Ву́лиця Уго́рська — вулиця у Сихівському районі Львова, місцевості Новий Львів. Починається п'ятипроменевим перехрестям вулиць Тернопільської, Сергія Литвиненка та Панаса Мирного і є візуальним продовженням вулиці Панаса Мирного, а також утворює шестипроменеве перехрестя з проспектом Червоної Калини. Прилучаються вулиці Кам’янецька, Віденська та Листопадна.

## Історія
Архітектори Фердинанд Касслер та Александер Остен у 1910 році запланували створити на Новому Львові дільницю вілл. Вони створили план міста-саду у вигляді прямокутника з великою круглою площею-сонцем у центрі, від якого розходилися шість вулиць-променів. На них планувалось споруджувати вілли та 2-3-поверхові будинки, оточені садами. До початку першої світової війни встигли спорудити лише кілька будиночків в межах сучасних вулиць Нового Львова. Перший будинок на вулиці Угорській був збудований на початку 1930-х років.

## Назва
Ще до 1925 року мала назву — вулиця Вєнґерска, на честь Угорської республіки. Під час німецької окупації — Мадьяренґассе. Сучасна назва від 1946 року.

## Забудова
Вулиця Угорська забудована здебільшого чотириповерховими житловими будинками першої половини 1960-х років, дев'яти- та десятиповерховими будівлями житлового та комерційного призначення 2000-х—2020-х років. 
№ 1 — храм святих Кирила і Мефодія, збудований у 2000—2016 роках на пожертви вірян парафії святих Кирила та Методія УГКЦ у Сихівському районі м. Львова. Проєкт даху церкви та кріплення дзвонів дзвіниці виконані фірмою Ігоря Кархута.
№ 2, 2а — дев'ятиповерховий будинок з загальною площею близько 5000 м², був споруджений 1971 року як гуртожиток для одиноких молодих спеціалістів колись потужнього підприємства ВО «Полярон». Повноцінні помешкання у ньому було розділено на 216 окремих кімнаток площею по 9—11 м² кожна, де в очікуванні своєї черги на отримання нормального житла мешкала і відповідна кількість осіб. З часом потреба в продукції «Полярону» відпала, й у 2004 році генеральний директор державного підприємства ВО «Полярон» Олександр Чаус підписав наказ № 78 «Про ліквідацію виробничого об’єднання „Полярон“». У цьому ж році підприємство трансформувалося в іншу виробничу організацію, а після ліквідації тієї — в структуру під схожою назвою ДП «Полярон». Кожна з них претендувала на цей гуртожиток, як на невід’ємну частку своєї власності, успадкованої після розвалу виробничого об’єднання. Заручниками цієї ситуації стали звичайні робітники того підприємства, що так і не дочекалися своєї черги на отримання нового житла. У 1990-х роках розпочалося часткове виселення мешканців гуртожитку, коли перші поверхи звільнили для передачі в оренду різним підприємцям. 2005 року керівництво ДП заводу «Полярон» оголосило, що гуртожиток закривають на ремонт. В помешканнях з п'ятого по дев'ятий поверхи відімкнули електрику та централізоване теплопостачання. Відповідно до закону, під час ліквідації державного підприємства, яке збанкрутувало, гуртожитки та відомчі будинки, що були на його балансі, мали б передавати на баланс міської ради, однак цього не поспішав робити арбітражний керуючий заводу-банкруту. 2007 року ухвалою виконавчого комітету ЛМР та рішенням міськвиконкому гуртожиток отримав статус житлового будинку. Кілька мешканців, відповідно до норм чинного законодавства України, отримала право власності на свої помешкання, але багатьом мешканцям було відмовлено у приватизації. Вільні частки житлових площ на першому і другому поверхах колишнього гуртожитку рішенням виконавчого комітету ЛМР № 490 від 29 квітня 2011 року були передані у користування громадській організації «Оселя». Спільнота взаємодопомоги «Емаус-Оселя» (ГО «Оселя») облаштувала тут соціальний гуртожиток для безхатченків. 2016 року у правому крилі будинку відкрили перший у Львові соціальний гуртожиток для переселенців та дітей-сиріт, розрахований на 90 людей, а також центр соціально-психологічної допомоги для всіх нужденних, що розташовані на 3-9 поверхах колишнього гуртожитку ВО «Полярон».
№ 6 — будівля колишнього палацу культуру ВО «Полярон», спорудженої наприкінці 1960-х років на розі з вулицею Кам'янецькою. Нині стоїть пусткою.

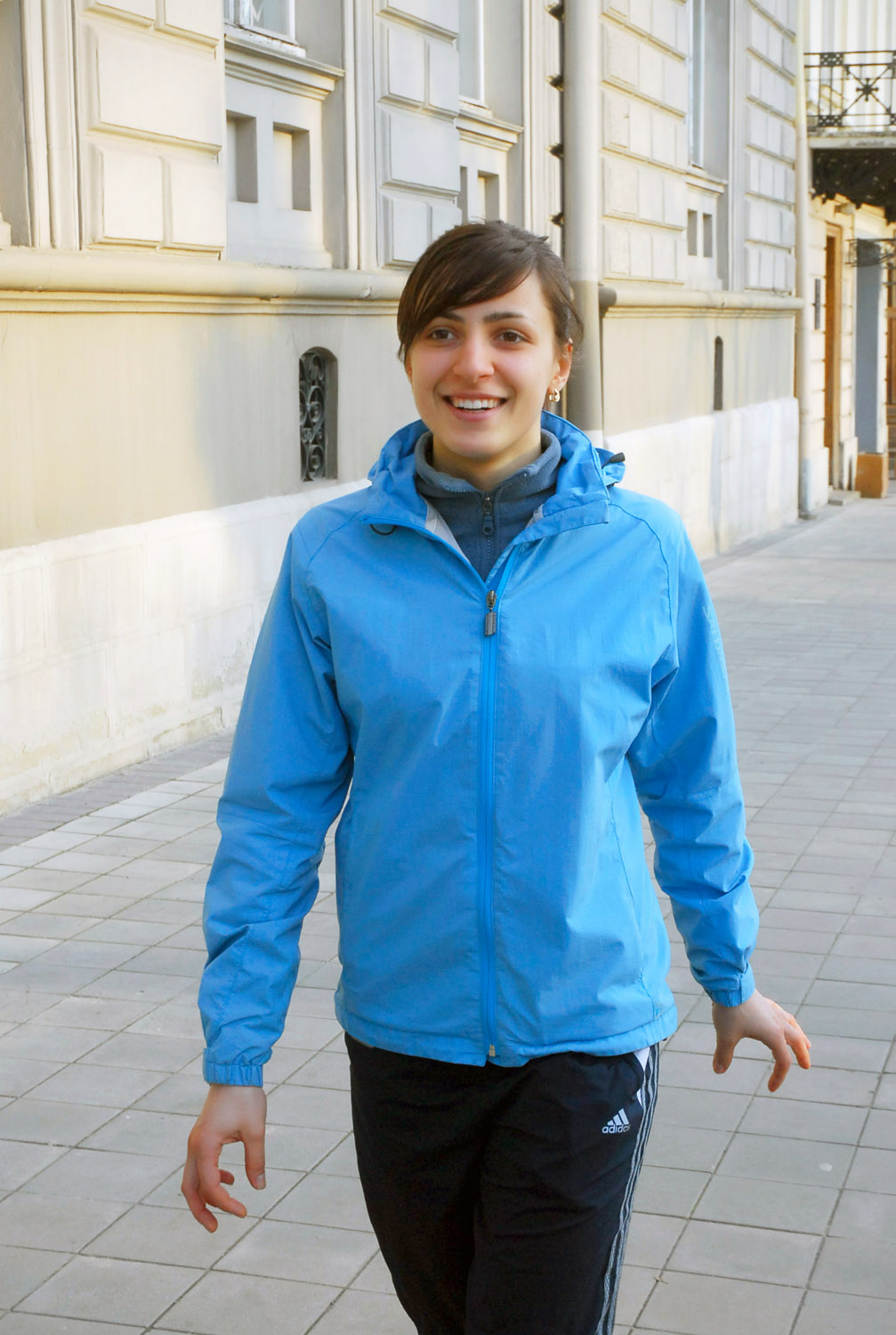
На вулиці Угорській оселилася олімпійська чемпіонка Яна Шемякіна

№ 7, 7а — десятиповерховий житловий будинок, зведений на місці давнішої будівлі, де за радянських часів містився магазин «Продукти». Наприкінці вересня 2012 року Львівська міська рада подарувала олімпійській чемпіонці Яні Шемякіній трикімнатну квартиру у цьому будинку. Під № 7а — одноповерхова прибудова до житлового будинку № 7, приміщення якої орендує Інспекція державного архітектурно-будівельного контролю у Львівській області.
№ 9 — двоповерховий житловий будинок на розі з вулицею Віденською. Від радянських часів на першому поверсі міститься відділення № 10013/0315 АТ «Ощадбанк».
№ 12 — житловий комплекс «Софіївка», збудований у 2018—2023 роках будівельною компанією «Т.В.Д» на території колишнього ВО «Полярон». В будинку № 12д міститься приватний садок «МрійДій», у № 12е — приватна школа повного дня «МрійДій».
№ 14 — територія колишнього ВО «Полярон», яке у радянські часи було одним з провідних підприємств по виробництву електронних компонентів для радіолокації і зв'язку, одне з найбільших у структурі ВПК колишнього СРСР. Нині його територія використовується різними бізнес-структурами Львова. Один з корпусів колишнього промислового гіганта займає бізнес-центр «Dominant plaza», у якому розташовано перший у Європі об'єднаний бізнес-сервіс-центр Nestlé, що надає послуги з управління персоналу та фінансових операцій для 20 країн Центральної та Східної Європи. Протягом 2018—2023 років на території заводу будівельними компаніями «Т.В.Д» та «Новий Львів» збудовано два житлових комплекси — «Софіївка» та «Мальви» відповідно.
№ 22 — крамниця самообслуговування мережі супермаркетів «Рукавичка», що входить у структуру торгово-виробничої компанії «Львівхолод», одного із найбільших рітейлерів у Західній Україні.
№ 26 — тут розташований ресторан «Султан Палац».

## Транспорт
Ще 1960 року вулиця Угорська отримала тролейбусне сполучення. Вулицею курсував тролейбусний маршрут № 6, який здійснював сполучення з центром міста через вул. Стрийську. Від 1971 року додався тролейбусний маршрут № 1, який здійснював сполучення вулиці Угорської з центром міста через вулицю Стуса. Наприкінці 1981 року ліквідовано тролейбусний маршрут № 6, натомість від Стрийської через Угорську почав курсувати тролейбус № 17. Однак вже 1984 року через ліквідацію тролейбусного маршруту № 17 припинилось тролейбусне сполучення від вулиці Стрийської, а 2008 року після  ліквідації тролейбусного маршруту № 1 остаточно припинено тролейбусне сполучення вулицею.
Натомість вулиця Угорська має розвинуте автобусне сполучення, відповідно до нової транспортної схеми, яка була запроваджена у Львові у 2012 році тут курсують міські автобуси № 16, 53 та маршрутні таксі № 13, 27.